# Raúl Toro Julio
Raúl Toro Julio (Copiapó, 2 de febrero de 1911 - Santiago, 30 de octubre de 1982) fue el futbolista chileno más destacado en la década de 1930 y es considerado el primer gran centrodelantero en la historia del balompié de su país, antecesor de Jorge Robledo, Leonel Sánchez, Carlos Caszely, Iván Zamorano, Marcelo Salas y Alexis Sánchez.
Es considerado el mejor jugador de Chile antes de los años 50, destacaba por su capacidad goleadora además de jugar a trazos largos y dejar a sus compañeros en posición de remate. Se le consideraba capaz de ganar partidos por sí solo y su sola presencia llenaba estadios en su tiempo, era una figura muy popular, en parte también por su vida bohemia.

## Biografía
Raúl Toro Julio fue un fuera de clase, considerado por muchos como la primera figura desorbitante del balompié chileno, era capaz de ganar partidos solo, además llenaba estadios puesto que había hinchas que solo acudían a verlo sin importar el equipo en donde jugara. Como talentoso futbolista sorprendía cuando el balón llegaba a sus pies. Era un jugador eminentemente cerebral y en la cancha una impronta mágica se apoderaba de su botín, que ubicaba el implemento en rincones inesperados, casi como si lo pusiera con la mano para que un compañero pudiera chutear sin problemas a puerta. Gran ironía: a pesar de su lentitud, sus pases largos le daban rapidez a su equipo. A todo lo anterior se le adicionaba una dosis de intuición, serenidad, visión de juego y autocontrol.
A temprana edad su familia se marchó a Concepción. Comenzando a jugar en el Centro Deportivo y Social Lord Cochrane, histórico club amateur de Concepción, en las canchas penquistas empezó a mostrar su gran calidad y eso lo llevó en el año 1931 a probarse en Colo-Colo. En su partido debut ante la selección de Calera, fue un completo desastre, ya que los albos perdieron y él no pudo demostrar todo su potencial. Tuvo que irse. Después fue a Audax Italiano, pero tampoco fue aceptado. Viaja a Viña del Mar a probarse en Everton; nuevamente es rechazado. Finalmente ficha por Club de Deportes Santiago donde se mantiene un año.
Militó en Santiago Wanderers, en el elenco porteño es donde se tejen varias hazañas y mitos en torno a su figura, siendo la más destacada de aquellas la que cuenta que siempre en las horas antes de cada partido que jugaba el elenco caturro había dirigentes que lo buscaban tres horas antes de los partidos, ya que Toro como buen bebedor y vividor siempre se emborrachaba. Había momentos en que Wanderers prefería entrar jugando con 10 elementos y esperar a que su estrella se le pasara la borrachera para completar 11 elementos en el campo de juego y bueno, era normal puesto que el equipo verde podía ir perdiendo por dos goles pero entraba Toro y daba vuelta de inmediato el marcador. La mejor opción concluyeron los directivos porteños fue encerrar en una comisaría al astro la noche anterior para no ir después a buscarlo de boliche en boliche por el puerto. Después del sudamericano, la gente de River Plate quería ficharlo, las negociaciones iban en buen camino, pero como solía suceder con los jugadores de antes, el amor al barrio, a la camiseta y la bohemia local, hicieron que Toro rechazará la oferta.
En 1941 recaló en Santiago Morning equipo con el cual consiguió el primer y único título de liga en la historia del club. Hoy es reconocido por la institución como su ídolo más importante de todos los tiempos, el actor principal para la obtención de ese campeonato para Santiago Morning. En el año 1944 tuvo un paso fugaz por el Santiago National. Después volvió a Valparaíso a vestir la camiseta de Santiago Wanderers pero sus actuaciones no eran las de antaño, por lo que decidió emprender el retiro de la actividad. Jugó en el elenco porteño en la etapa amateur y profesional.
Fue portada de la revista El Gráfico N°915, del 23 de enero de 1937 con motivo del campeonato sudamericano de ese año.

## Selección nacional
Fue internacional con la selección de Chile entre los años 1936 y 1941, debutó por la roja en 1936 durante el Sudamericano en Buenos Aires quedando en la retina de todos los que vieron o escucharon ese torneo, la gran actuación de Raúl Toro. En ese mismo torneo, fue parte de la Selección que derrotó por primera vez en su historia a la selección uruguaya, que por ese entonces era la selección más poderosa del mundo. Además fue el goleador de la Campeonato Sudamericano 1937 con 7 tantos, siendo el segundo jugador nacional en obtener tal cetro después de David Arellano en Chile 1926.
También jugó los torneos continentales de Perú 1939 y Chile 1941, siendo el capitán de Chile durante el torneo celebrado en suelo nacional. Fue seleccionado chileno durante catorce encuentros no obstante solo trece fueron oficiales convirtiendo 12 goles además de 1 gol no oficial, actualmente posee la gran marca de ser el jugador con mejor promedio de goles en la historia de la selección chilena con un 0.92, prácticamente un gol por partido.                                                                                                                                            

### Participaciones en el Campeonato Sudamericano
| Torneo                       | Sede      | Resultado     | Partidos | Goles |
| ---------------------------- | --------- | ------------- | -------- | ----- |
| Campeonato Sudamericano 1937 | Argentina | Quinto lugar  | 5        | 7     |
| Campeonato Sudamericano 1939 | Perú      | Cuarto lugar  | 3        | 1     |
| Campeonato Sudamericano 1941 | Chile     | Tercer puesto | 4        | 1     |
| Total                        | Total     | Total         | 12       | 9     |

 Actualizado hasta el 5 de marzo de 1941.
| 1     | 30 de diciembre de 1936 | El Gasómetro, Buenos Aires, Argentina              | Argentina  | 2-1 | Chile     |    | Campeonato Sudamericano 1937 |
| 2     | 3 de enero de 1937      | Estadio de Alvear y Tagle, Buenos Aires, Argentina | Brasil     | 6-4 | Chile     |    | Campeonato Sudamericano 1937 |
| 3     | 10 de enero de 1937     | El Gasómetro, Buenos Aires, Argentina              | Uruguay    | 0-3 | Chile     |    | Campeonato Sudamericano 1937 |
| 4     | 17 de enero de 1937     | El Gasómetro, Buenos Aires, Argentina              | Paraguay   | 3-2 | Chile     |    | Campeonato Sudamericano 1937 |
| 5     | 21 de enero de 1937     | El Gasómetro, Buenos Aires, Argentina              | Perú       | 2-2 | Chile     |    | Campeonato Sudamericano 1937 |
| 6     | 15 de enero de 1939     | Nacional, Lima, Perú                               | Paraguay   | 5-1 | Chile     |    | Campeonato Sudamericano 1939 |
| 7     | 22 de enero de 1939     | Nacional, Lima, Perú                               | Perú       | 3-1 | Chile     |    | Campeonato Sudamericano 1939 |
| 8     | 5 de febrero de 1939    | Nacional, Lima, Perú                               | Chile      | 4-1 | Ecuador   |    | Campeonato Sudamericano 1939 |
| 9     | 26 de febrero de 1939   | Nacional, Santiago, Chile                          | Chile      | 4-2 | Paraguay  |    | Amistoso                     |
| 10    | 2 de febrero de 1941    | Nacional, Santiago, Chile                          | Chile      | 5-0 | Ecuador   |    | Campeonato Sudamericano 1941 |
| 11    | 9 de febrero de 1941    | Nacional, Santiago, Chile                          | Chile      | 1-0 | Perú      |    | Campeonato Sudamericano 1941 |
| 12    | 16 de febrero de 1941   | Nacional, Santiago, Chile                          | Chile      | 0-2 | Uruguay   |    | Campeonato Sudamericano 1941 |
| 13    | 4 de marzo de 1941      | Nacional, Santiago, Chile                          | Chile      | 0-1 | Argentina |    | Campeonato Sudamericano 1941 |
| Total | Total                   | Total                                              | Presencias | 13  | Goles     | 12 |                              |

| 1     | 23 de enero de 1937 | Newell’s Old Boys, Rosario, Argentina | Newell's Old Boys | 7-2 | Chile |   | Amistoso no oficial |
| Total | Total               | Total                                 | Presencias        | 1   | Goles | 1 |                     |

## Clubes
| Club               | País  | Año       |
| ------------------ | ----- | --------- |
| Caja de Ahorros    | Chile | ?         |
| Everton            | Chile | 1933      |
| Santiago Wanderers | Chile | 1933-1934 |
| Santiago           | Chile | 1935      |
| Santiago Wanderers | Chile | 1935-1936 |
| Santiago Morning   | Chile | 1937-1943 |
| Santiago National  | Chile | 1944      |
| Santiago Wanderers | Chile | 1945-1948 |

## Comentarios
Jugaba con el cerebro más que con los pies.
Fernando Riera.

Raúl Toro fue un genio, le pegaba muy bien a la pelota con los dos pies, era un gran cabeceador, goleador, valiente, dribleaba, tocaba... El que a veces me hace acordar de Toro en algunas jugadas es el brasileño Romario...
Fernando Riera

Raúl Toro, fue el mejor jugador chileno que vi.
Enrique Hormazábal

(¿Siempre fue hincha de la U?) –No, a mí me gustaba Santiago Morning por Raúl Toro Julio, un goleadorazo, gran jugador.
Leonel Sánchez.

## Palmarés

#### Torneos nacionales
| Título                  | Club             | País  | Año  |
| ----------------------- | ---------------- | ----- | ---- |
| Primera División        | Santiago Morning | Chile | 1942 |
| Campeonato de Campeones | Santiago Morning | Chile | 1943 |
| Campeonato de Campeones | Santiago Morning | Chile | 1944 |
| Campeonato de Apertura  | Santiago Morning | Chile | 1944 |

### Distinciones individuales
| Distinción                                          | Año  |
| --------------------------------------------------- | ---- |
| Goleador del Campeonato Sudamericano (7 goles)      | 1937 |
| Mejor futbolista de Chile                           | 1943 |
| Goleador del Campeonato de Campeones de Chile       | 1943 |
| Parte del Equipo Bicentenario de Santiago Wanderers | 2010 |

| Predecesor: David Arellano | Máximo goleador de la selección de fútbol de Chile 1939-1956 | Sucesor: Enrique Hormazábal |